# تیمو سالمینن
تیمو سالمینن (فنلاندی: Timo Salminen؛ زادهٔ ۱۱ ژوئیه ۱۹۵۲) فیلم‌بردار اهل فنلاند است.
از فیلم‌هایی که وی در آن نقش داشته‌است، می‌توان به یوها، زندگی کولی‌وار، سوی دیگر امید، حاوحا، روشنایی‌هایی در شفق، مرد بدون گذشته، مواظب روسری‌ات باش تاتیانا، من یک قاتل حرفه‌ای استخدام کردم، دختر کارخانه کبریت‌سازی، لو آور، کابوی‌های لنین‌گراد به آمریکا می‌روند، آریل، سایه‌ها در بهشت و جنایت و مکافات اشاره کرد.